# هنري دبليو. ساج
هنري دبليو. ساج (بالإنجليزية: Henry W. Sage)‏ هو شخصية أعمال أمريكي، ولد في 31 يناير 1814 في ميدلتاون في الولايات المتحدة، وتوفي في 18 سبتمبر 1897 في إثاكا في الولايات المتحدة.